# NGC 3283
NGC 3283 في الفهرس العام الجديد، هي مجرة، تقع في كوكبة الشراع. اكتشفت في 3 مارس 1837 بواسطة جون هيرشل.

## روابط خارجية
- NGC 3283 على موقع ويكي سكاي: DSS2, SDSS, GALEX, IRAS, Hydrogen α, X-Ray, Astrophoto, Sky Map, Articles and images